# Emblyna oasa
Emblyna oasa là một loài nhện trong họ Dictynidae.
Loài này thuộc chi Emblyna. Emblyna oasa được Wilton Ivie miêu tả năm 1947.